# Jan Dąbrowski (porucznik)
Jan Dąbrowski (ur. 12 czerwca 1891 w Lublinie, zm. 16 sierpnia 1974 w Warszawie) – żołnierz Legionów Polskich, oficer Wojska Polskiego w II Rzeczypospolitej, kawaler Orderu Virtuti Militari.

## Życiorys
Urodził się w Lublinie w rodzinie Piotra i Feliksy z Winnickich. 
Absolwent politechniki w Wiedniu i politechniki we Lwowie. 
W okresie studiów był członkiem Związku Strzeleckiego
Od 1914 w Legionach Polskich.
Ukończył szkołę oficerską w Ostrołęce.
Po kryzysie przysięgowym  został aresztowany. 
W czerwcu 1920 wstąpił jako ochotnik do odrodzonego Wojska Polskiego z przydziałem do 7 pułku ułanów. W składzie macierzystego oddziału walczył w wojnie polsko-bolszewickiej.
Za wielokrotnie okazywaną odwagę i bohaterstwo odznaczony Krzyżem Srebrnym Orderu Virtuti Militari.
Po wojnie zdemobilizowany w stopniu podporucznika.
Od 1921 pracował w Fabryce Lokomotyw w Chrzanowie, początkowo jako inżynier warsztatowy, później został dyrektorem Fabryki, a w latach 1934–1937 w Państwowych Zakładach Inżynierii w Warszawie.
W latach 1937–1939 był dyrektorem Zakładów w Starachowicach.
W okresie II wojny światowej przebywał w Wielkiej Brytanii pracując w brytyjskim przemyśle lotniczym w Coventry i w Ministerstwie Prac Kongresowych w Londynie.
Po wojnie powrócił do Polski i w latach 1946–1949 pracował w Zjednoczeniu Przemysłu Motoryzacyjnego, a następnie w Biurze Projektowania Zakładów Przemysłu Metalowego i Elektrotechnicznego w Warszawie.
Zmarł w Warszawie, spoczywa na cmentarzu w Rusinowie.
Żonaty od 1922 z Emilią Kobylańską, dzieci: Barbara (ur. 1923), Janina (ur. 1926) i Krzysztof (ur. 1928).

## Ordery i odznaczenia
- Krzyż Srebrny Orderu Virtuti Militari (nr 5417)[2]
- Krzyż Kawalerski Orderu Odrodzenia Polski[2]
- Krzyż Niepodległości[2]
- Krzyż Walecznych[2]
- Złoty Krzyż Zasługi[2]
- Srebrny Krzyż Zasługi[2]